# Ioan Hirghiduș
Ioan Hirghiduș (n. 2 iulie 1956, Alimpești, jud. Gorj). Este un scriitor, filosof, sociolog și profesor român.

## Date biografice
1978: absolvirea Liceul de matematică-fizică “Tudor Vladimirescu” din Târgu-Jiu;
1982-1986: Universitatea “Babeș-Bolyai” din Cluj-Napoca, Facultatea de Istorie-filosofie, profilul Filosofie, specializarea Filosofie-istorie, doctor în filosofie, specializarea istoria filosofiei ;
2006-2006 : Universitatea din Petroșani, Facultatea de Științe, specializarea Psihosociologie 
2000-2006: lector (titularizat prin concurs) la Catedra de Științe Socio-umane a Facultății de Științe, Universitatea din Petroșani, disciplinele: filosofie, filosofie contemporană, filosofia culturii, etică, antropologie,epistemologie socială, etica și deontologia profesiei de sociolog, logică, sociologia științei.

## Activitate didactică
- Cursuri și seminarii la disciplinele: filosofie, filosofie contemporană, filosofia culturii, etică, antropologie,epistemologie socială, etica și deontologia profesiei de sociolog, logică, sociologia științei.
- Coordonarea a peste 40 de lucrări de licență ale studenților de la specialitatea psihosociologie și sociologie, atât la forma de zi cât și la forma ID.
- Coordonarea de lucrări științifice ale studenților pentru sesiunile științifice studențești
- Participarea la comisiile de examinare în cadrul susținerii examenelor de definitivat și gradul didactic II organizate de Universitatea din Petroșani.
- Activitatea de cercetare științifică
- Obținerea, în anul 1999,titlului științific de Doctor, cu teza Ontologia lui Constantin Noica, coordonată de Prof. univ. dr. Nicolae Trandafoiu, la Universitatea « Babeș-Bolyai » din Cluj-Napoca.
- În anii 2005 și 2006 coordonarea, ca director de proiect, unei cercetări socio-antropologice, pe baza a două contracte de cercetare științifică (Contractul nr. 8 din 2005 și Contractul nr. 10 din 2006), încheiate între Universitatea din Petroșani și Primăria Orașului Uricani. Aceste contracte au la bază un Proiect de Cercetare și Acțiune Socială cu titlul: Determinarea valorilor culturale, etnografice, istorice, turistice așa cum apar acestea în mentalitatea populației din zona Orașului Uricani și în documentele referitoare la această zonă. Scopul cercetării amintite, care s-a desfășurat pe doi ani, cu implicarea studenților în munca de teren, îl reprezintă elaborarea unei Strategii de conservare a valorilor zonei amintite, cât și elaborarea unei monografii a Orașului Uricani (aceasta este în curs de finalizare).

## Lucrări didactice (profesionale)
- Istoria românilor – pentru examenul de capacitate, Editura Cartimpex, Cluj – Napoca, 1999;
- Teste de psihologie, Editura Dacia, Cluj – Napoca, 2000;
- Tulișa 90 – exemplu de cinstire a eroismului românesc, Editura Realitatea Românească, Vulcan, 2006;
- Epistemologia, Editura Focus, Petroșani, 2001; Editura Universitas, Petroșani, 2006;
- Filosofie, Editura Focus, Petroșani.
- Logica, Editura Focus, Petroșani, 2005.
- Antropologie socială și culturală, Editura Universitas, Petroșani, 2006;
- Etica profesiei de sociolog, Editura Universitas, Petroșani, 2006;
- Lucrari  stiintifice:
- Introducere în ontologia lui Constantin Noica, Editura Dacia, Cluj – Napoca, 1999;
- Studii și eseuri filosofice, Editura Dacia, Cluj-Napoca, 2005;
- Un număr de 35 de articole și studii, dintre care 23 sunt publicate în volume cotate ISBN sau ISSN din țară, 2 au fost publicate în străinătate, 6 au apărut în revistele literare, 4 sunt în curs de apariție.

## Activitate literară
- Redactor la revista « Echinox », membru al grupării echinoxiste ;
- Redactor la revistele « Con(texte) » și « Orizont lupenean » ;
- Un număr considerabil (peste o sută) de articole, studii, eseuri literare, note critice publicate în revistele din România ;
- Poezie și proză publicate în revistele : « Ramuri », « Echinox », « Luceafărul », « România literară », « Steaua », « Transilvania », « Poesis », « Tribuna », « Vatra », « Convorbiri literare », « Apostrof », « Columna » etc.

Premii :
- Marele Premiu la Secțiunea ,,Cuvinte potrivite”, acordat pentru manuscrisul ,,Prin inima sentimentului”, în cadrul Festivalului Național pentru Literatură ,,Tudor Arghezi”, ediția a XVII-a, 1997;
- Cărți de literatură publicate:
- Prin inima sentimentului, Editura Fundației „Constantin Brâncuși”, Târgu-Jiu, 1997;

În traducere:
- Ion Hirghiduș: versions by Mrtin Mooney, in Sorescu’s Chioce. Young Romanin Poets, Edited by John Fairleigh, First published 2001 by Bloodxe Books Ltd., Highgreen, Tarset, Northumberland NE 48 1RP; Cover printing by J. Thomson Colour Printers Ltd., Glasgow; Printed in Great Britain by Cromwell Press Ltd., Trowibridge, Wittshine;

DESPRE AUTOR:
- Titu Popescu, Inima sentimentului sau sentimentul inimii? , în Revista ,,ARGO”, 17, 1998, redactată de Alexandru Lungu și Micaela Lungu C/O Argo Postfach, BONN;
- Ion Hirghiduș, în Personalități hunedorene. Dicționar, coord. Maria Razba, Deva, 2000, Biblioteca județeană ,,Ovid Densușianu”, Hunedoara, Deva;
- Ion Hirghiduș, în Dicționarul scriitorilor din Vale, coord. Mihai Barbu, Editura Mtinl / Cmeleonul, Petroșani;
- Ion Hirghiduș, în Ion Pop, Poeții revistei „Echinox”. Antologie (1968-2003), vol. I, Editura Dacia, Cluj-Napoca, 2004, pp. 235-238;
- Ion Hirghiduș, în Horea Poenar (coord.), Dicționar Echinox A-Z. Perspectivă analitică, Editura Tritonic, București/Cluj, 2004, pp. 165-167;
- Vasile George Dâncu,  Despre reamintirea ființei, recenzie la Ion Hirghiduș, Introducere în ontologia lui Constantin Noica, în ,,Avertisment din Nord – Vest”, Cluj Napoca – Satu Mare, anul I, nr. 35 / 17 septembrie 2000;
- Marian Bușe, Ion Hirghiduș despre dimensiunea paideică a filosofiei, în „Ramuri”, nr. 7-8, iulie-august 2006, p. 19.
- Menționarea într-o bază de date internațională,  Bulletin international de liaison des Centres de Recherches sur ľ Imaginaire, Nr. 18/2002, p. 39 - est édité par ľ Association pour la recherche sur ľ image, responsable Jean-Jacques Wunenburger, Dijon (France).
- Menționarea în nota 131 din lucrarea lui Ionel Buse, Introduction à la pensée roumaine, Université Jean Moulin Lyon 3, Faculté de philosophie, 2006, p. 100.

## Legături exterene
- Scriitorul destin și opțiune Arhivat în 26 iulie 2008, la Wayback Machine.